# Alexander Stølås
Alexander Stølås (Haugesund, 30 aprile 1989) è un ex calciatore norvegese, di ruolo difensore.

## Carriera

### Club
A livello giovanile, Stølås ha vestito le maglie di Kopervik ed Avaldsnes. Con quest'ultima squadra ha avuto l'opportunità di giocare anche in 3. divisjon, quarto livello del campionato locale. È rimasto in squadra fino al 2008.
Nel 2009 è stato tesserato dall'Haugesund, compagine all'epoca militante in 1. divisjon. Ha esordito in questa divisione in data 21 maggio, subentrando a Tor Arne Andreassen nella sconfitta per 1-0 maturata sul campo del Sarpsborg 08. Ha disputato 7 partite in squadra nel corso di quella stagione, che l'Haugesund ha chiuso al 1º posto, guadagnandosi così la promozione in Eliteserien.
Nel 2010, Stølås è passato al Vard Haugesund, in 2. divisjon. Nel campionato 2012 ha contribuito alla promozione della sua squadra in 1. divisjon. Il 23 dicembre dello stesso anno ha quindi prolungato l'accordo che lo legava al club anche per la stagione successiva. Il 23 giugno 2013 ha trovato il primo gol in questa divisione, nella sconfitta per 2-1 maturata sul campo del Mjøndalen. Al termine di quella stessa annata, il Vard Haugesund è tornato in 2. divisjon. Il 3 dicembre 2013, Stølås ha rinnovato il contratto che lo legava al club, fino al 31 dicembre 2014.
Il 15 gennaio 2014, il Vard Haugesund ha reso noto d'aver ceduto Stølås all'Haugesund, in Eliteserien. Il 29 marzo successivo ha così debuttato nella massima divisione locale, sostituendo Ugonna Anyora nel pareggio casalingo per 1-1 contro il Lillestrøm. Il 24 aprile ha trovato le prime reti con questa maglia, siglando una doppietta nella vittoria per 1-2 sul campo dell'Åkra, sfida valida per il primo turno del Norgesmesterskapet. Il 10 maggio è arrivata la prima marcatura in Eliteserien, nella sconfitta per 2-1 sul campo del Bodø/Glimt. Il 3 giugno 2014 ha rinnovato il contratto che lo legava al club, fino al 31 dicembre 2016. Il 3 luglio successivo ha avuto l'opportunità di giocare la prima partita nelle competizioni europee per club, schierato titolare nel pareggio per 1-1 sul campo dell'Airbus UK Broughton, in una sfida valida per il primo turno di qualificazione all'Europa League 2014-2015. Ha chiuso la prima stagione con 36 presenze e 10 reti, tra tutte le competizioni.
Il 29 aprile 2016 ha ulteriormente prolungato l'accordo con l'Haugesund, rinnovando il contratto fino al 31 dicembre 2019.
Il 13 gennaio 2022 è stato reso noto il suo passaggio a titolo definitivo al Sandnes Ulf, a cui si è legato con un contratto biennale.
Il 31 marzo 2023, Stølås è passato all'Aalesund con la formula del prestito, valido fino al 1º agosto.

## Statistiche

### Presenze e reti nei club
Statistiche aggiornate al 17 agosto 2023.
| Stagione              | Club                  | Campionato            | Campionato | Campionato | Coppe nazionali | Coppe nazionali | Coppe nazionali | Coppe continentali | Coppe continentali | Coppe continentali | Supercoppe | Supercoppe | Supercoppe | Totale | Totale |
| Stagione              | Club                  | Comp                  | Pres       | Reti       | Comp            | Pres            | Reti            | Comp               | Pres               | Reti               | Comp       | Pres       | Reti       | Pres   | Reti   |
| --------------------- | --------------------- | --------------------- | ---------- | ---------- | --------------- | --------------- | --------------- | ------------------ | ------------------ | ------------------ | ---------- | ---------- | ---------- | ------ | ------ |
| 2006                  | Avaldsnes             | 3D                    | ?          | ?          | CN              | ?               | ?               | -                  | -                  | -                  | -          | -          | -          | ?      | ?      |
| 2007                  | Avaldsnes             | 3D                    | ?          | ?          | CN              | ?               | ?               | -                  | -                  | -                  | -          | -          | -          | ?      | ?      |
| 2008                  | Avaldsnes             | 3D                    | ?          | ?          | CN              | ?               | ?               | -                  | -                  | -                  | -          | -          | -          | ?      | ?      |
| Totale Avaldsnes      | Totale Avaldsnes      | Totale Avaldsnes      | ?          | ?          |                 | ?               | ?               |                    | -                  | -                  |            | -          | -          | ?      | ?      |
| 2009                  | Haugesund             | 1D                    | 7          | 0          | CN              | ?               | ?               | -                  | -                  | -                  | -          | -          | -          | 7+     | 0+     |
| 2010                  | Vard Haugesund        | 2D                    | ?          | ?          | CN              | ?               | ?               | -                  | -                  | -                  | -          | -          | -          | ?      | ?      |
| 2011                  | Vard Haugesund        | 2D                    | ?          | ?          | CN              | ?               | ?               | -                  | -                  | -                  | -          | -          | -          | ?      | ?      |
| 2012                  | Vard Haugesund        | 2D                    | 24         | 6          | CN              | 2               | 0               | -                  | -                  | -                  | -          | -          | -          | 26     | 6      |
| 2013                  | Vard Haugesund        | 1D                    | 26         | 4          | CN              | 3               | 0               | -                  | -                  | -                  | -          | -          | -          | 29     | 4      |
| Totale Vard Haugesund | Totale Vard Haugesund | Totale Vard Haugesund | 50+        | 10+        |                 | 5+              | 0+              |                    | -                  | -                  |            | -          | -          | 55+    | 10+    |
| 2014                  | Haugesund             | ES                    | 28         | 4          | CN              | 5               | 6               | UEL                | 3                  | 0                  | -          | -          | -          | 36     | 10     |
| 2015                  | Haugesund             | ES                    | 20         | 1          | CN              | 1               | 0               | -                  | -                  | -                  | -          | -          | -          | 21     | 1      |
| 2016                  | Haugesund             | ES                    | 28         | 5          | CN              | 3               | 0               | -                  | -                  | -                  | -          | -          | -          | 31     | 5      |
| 2017                  | Haugesund             | ES                    | 30         | 1          | CN              | 4               | 0               | UEL                | 4                  | 0                  | -          | -          | -          | 38     | 1      |
| 2018                  | Haugesund             | ES                    | 29         | 4          | CN              | 5               | 0               | -                  | -                  | -                  | -          | -          | -          | 34     | 4      |
| 2019                  | Haugesund             | ES                    | 11         | 3          | CN              | 2               | 0               | -                  | -                  | -                  | -          | -          | -          | 13     | 3      |
| 2020                  | Haugesund             | ES                    | 23         | 0          | -               | -               | -               | -                  | -                  | -                  | -          | -          | -          | 23     | 0      |
| 2021                  | Haugesund             | ES                    | 24         | 2          | CN              | 1               | 0               | -                  | -                  | -                  | -          | -          | -          | 25     | 2      |
| Totale Haugesund      | Totale Haugesund      | Totale Haugesund      | 201        | 20         |                 | 20+             | 6+              |                    | 7                  | 0                  |            | -          | -          | 223+   | 26+    |
| 2022                  | Sandnes Ulf           | 1D                    | 21         | 1          | CN+CN           | 1+3             | 0+2             | -                  | -                  | -                  | -          | -          | -          | 25     | 3      |
| mar.-ago. 2023        | Aalesund              | ES                    | 3          | 0          | CN              | 2               | 0               | -                  | -                  | -                  | -          | -          | -          | 5      | 0      |
| ago.-dic. 2023        | Sandnes Ulf           | 1D                    | 0          | 0          | CN              | -               | -               | -                  | -                  | -                  | -          | -          | -          | 0      | 0      |
| Totale                | Totale                | Totale                | 274+       | 31+        |                 | 31+             | 8+              |                    | 7                  | 0                  |            | -          | -          | 312+   | 39+    |